# Diecezja San Bernardo
Diecezja San Bernardo (łac. Dioecesis Sancti Bernardi) – diecezja Kościoła rzymskokatolickiego w Chile. Należy do metropolii Santiago de Chile. Została erygowana 13 lipca 1987 roku.

## Ordynariusze
- Orozimbo Fuenzalida y Fuenzalida, 1987–2003
- Juan Ignacio González Errázuriz, od 2003